# Nicola Vizzoni
Nicola Vizzoni (Pietrasanta, Italia, 4 de noviembre de 1973) es un atleta italiano retirado, especializado en la prueba de lanzamiento de martillo en la que llegó a ser subcampeón olímpico en 2000.

## Carrera deportiva
En los JJ. OO. de Sídney 2000 ganó la medalla de plata en el lanzamiento de martillo, con una marca de 79.64 m, quedando en el podio tras el polaco Szymon Ziółkowski (oro) y por delante del bielorruso Igor Astapkovich (bronce).